# Caroline Walker Bynum
Caroline Walker Bynum (Atlanta, 10 maggio 1941) è una storica statunitense.
È stata la prima donna ad essere ammessa alla Columbia University come professore. È ex preside della School of General Studies della Columbia, ed è stata presidentessa della American Historical Association nel 1996 e presidente della Medieval Academy of America nel 1997-1998; è professoressa emerita presso la Columbia University e professoressa emerita di Storia medievale occidentale presso l'Institute for Advanced Study  di Princeton, New Jersey.

## Studi e carriera
La Bynum ha frequentato il Radcliffe College prima di conseguire una laurea con lode in storia presso l'Università del Michigan nel 1962, ed ottenere master e dottorato presso l'Università di Harvard nel 1969. I suoi meriti includono la Jefferson Lecture, una MacArthur Fellowship e quattordici lauree ad honorem tra cui alcune conferitele presso l'Università di Chicago nel 1992, di Harvard nel 2005,  del Michigan e presso l'Università della Pennsylvania nel 2007. Ha insegnato all'Università di Harvard dal 1969 al 1976, all'Università del Washington dal 1976 al 1988, all'Università della Columbia dal 1988 al 2003 e all'Institute for Advanced Study dal 2003 al 2011. È stata inoltre, Visiting Lecturer di Robert Janson-La Palme presso il Dipartimento di Arte e Archeologia dell'Università di Princeton.
Il lavoro della Bynum si è concentrato sul modo in cui la gente del medioevo, in particolare le donne del tardo medioevo europeo, hanno compreso la natura del corpo umano e la sua fisicità nel contesto di più grandi domande teologiche e attività spirituali. Il suo approfondimento della religiosità femminile ha portato una maggiore attenzione al ruolo delle donne nell'Europa medievale.

## Opere
- Dissimilar Similitudes: Devotional Objects in Late Medieval Europe (New York: Zone Books, 2020).
- Christian Materiality: An Essay on Religion in Late Medieval Europe (New York: Zone Books, 2011)
- Wonderful Blood: Theology and Practice in Late Medieval Northern Germany and Beyond (Philadelphia, 2006), vincitore dell'American Academy of Religion's 2007 Award for Excellence, del Gründler Prize 2009 e della Haskins Medal dell'Accademia Medievale d'America nel 2011.[2]
- Metamorphosis and Identity (2005)
- The Resurrection of the Body in Western Christianity, 200–1336 (New York: Columbia University Press, 1995; rivisto e ampliato nel 2017); ha ricevuto il Premio Ralph Waldo Emerson da Phi Beta Kappae il Premio Jacques Barzun della American Philosophical Society.[10][11]
- Fragmentation and Redemption: Essays on Gender and the Human Body in Medieval Religion (New York: Zone Books, 1990), vincitore del Trilling Prize per il miglior libro di un membro della Columbia Faculty e del Premio per l'eccellenza nello studio della religione nella categoria analitico-descrittiva dell'American Academy of Religion.
- Holy Feast and Holy Fast: The Religious Significance of Food to Medieval Women (Berkeley: University of California Press, 1988), vincitrice del Governor's Writer's Day Award dello Stato di Washington e del premio Philip Schaff della American Society of Church History.
- Jesus as Mother: Studies in the Spirituality of the High Middle Ages (Berkeley: University of California Press, 1984)
- Docere verbo et exemplo: Un aspetto della spiritualità del XII secolo. Harvard Theological Studies 31 (Missoula: Scholars Press: 1979)

## Riconoscimenti
- Distinguished Teacher Award dell'Università di Washington (1981)
- Premio Berkshire (1985)
- MacArthur Fellowship (1986-1989)[12]
- Governor's Writers Day Award (1988)
- Premio Philip Schaff (1989)
- Premio Trilling (1992)
- Premio Ralph Waldo Emerson (1995)
- Premio Barzun (1996)
- Columbia University, Premio Presidenziale per l'insegnamento eccezionale (1997)
- 1999 - Jefferson Lecturer
- Harvard University, Centennial Medal della Harvard Graduate School (2001)
- Mark van Doren Teaching Award del Columbia College (2002)
- American Society of Church History, Distinguished Career Award (2005)
- Premio per l'eccellenza nello studio della religione (2007 e 1992)
- Premio Gründler (2009)
- Medaglia Haskins (2011)
- Repubblica federale di Germania, Ordine al merito (2012)[13]
- Repubblica Federale Tedesca, Gran Croce al Merito con Stella (2013)[2]
- Università Ebraica, Dottore Honoris Causa (2015)[14]

Nel 2016 Bynum è stata eletta membro della Società di Storia Ecclesiastica.  Nel Luglio 2017, Bynum è stata eletta membro corrispondente della British Academy (FBA), l'accademia nazionale del Regno Unito per le scienze umanistiche e sociali.